# Guld (film fra 1924)
Guld (originaltitel Greed) er en amerikansk stumfilm fra 1924 af Erich von Stroheim.

## Medvirkende
- Gibson Gowland som Dr. John McTeague
- ZaSu Pitts som Trina Sieppe
- Jean Hersholt som Marcus Schouler